# پاپ گریگوری هشتم
پاپ گریگوری هشتم (به لاتین: Gregorius VIII) (ح. ۱۱۰۵/۱۱۰۰ – ۱۷ دسامبر ۱۱۸۷) یکی از پاپ‌های کلیسای کاتولیک رم بود که در کامپانیا به دنیا آمد و از ۱۱۸۷ تا ۱۱۸۷ میلادی به مدت دو ماه پاپ بود.